# Saint-Pierre-du-Mont (Nièvre)
Saint-Pierre-du-Mont é uma comuna francesa na região administrativa de Borgonha-Franco-Condado, no departamento de Nièvre. Estende-se por uma área de 17,57 km². Em 2010 a comuna tinha 182 habitantes (densidade: 10,4 hab./km²).